# Tocata y fuga en re menor, BWV 538
La Tocata y fuga en re menor, BWV 538 (también conocida como Dórica) es una pieza de órgano del compositor alemán del barroco Johann Sebastian Bach. Se estima que la pieza se comenzó a escribir entre 1712-1717 durante su periodo como maestro de capilla en la ciudad de Köthen, y se terminó durante su estadía en Weimar. Esta pieza se publicó por primera vez en 1867.

## Análisis
Según el obituario que se publicó después de su muerte, Johann Sebastian Bach compuso la mayoría de sus obras para órgano en Weimar, donde trabajó entre 1708 y 1717. Esto es natural ya que luego de su nombramiento en Weimar sus tareas no involucraban la composición de obras para órgano. Sus años como organista fueron testigos de un enorme desarrollo en su estilo de composición, sobre todo en el ámbito de preludios y fugas.

### Tocata
Los eruditos en la música de Johann Sebastian Bach, piensan que el autor comenzó a escribir la pieza durante su periodo en Weimar, y probablemente la completo entre 1712-1723. Una omisión en la armadura del si bemol le ha llevado el apodo de Dórica, pero es claramente en proyección menor, por lo que no es verdaderamente Dórica. La animada tocata es un gran ejercicio para la demostración de la destreza digital con el instrumento, pero sus ritmos cuadrados la denota como una obra temprana del joven Bach. El autor pudo haberse influenciado por la escuela del norte de Alemania, en el empleo de dos manuales para la tocata.

### Fuga
Los contrastes estilísticos abundan en la fuga, con un estilo italiano, de tipo más vocal con sujeción y numerosos acordes repetidos, otra influencia de la escuela del norte de Alemania[cita requerida]. Con 222 compases, es una de las fugas más largas del compositor, más de la mitad de ella está dedicada a un intenso desarrollo episódico. En la exposición, escuchamos cuatro entradas del sujeto, de siete compases, tema sincopado, cada uno emparejado con uno de los dos contrasujetos. Una contraexposición sigue, invirtiendo el orden de las entradas, la colocación de las respuestas en la dominante antes que las entradas en la tónica mientras el contrapunto afloja un poco. Las cuatro entradas en el segmento de desarrollo, la primera y la tercera de las cuales inician breves cánones, explorarán varias regiones armónicas. En la reexposición tres entradas introducen cánones y, como con entradas con sujetos anteriores, mantienen una densa estructura contrapuntística.